# Ali Soumaré
Pour les articles homonymes, voir Soumaré.
Ali Soumaré, né le 25 décembre 1980 à Montmorency (Val-d'Oise), est un homme politique français, secrétaire de la section du Parti socialiste de Villiers-le-Bel de 2004 à 2015, secrétaire fédéral. Il a été le porte-parole des familles et des quartiers lors des émeutes de 2007 à Villiers-le-Bel. Candidat aux élections régionales de 2010, il se retrouve courant mars 2010 au centre d'une vive polémique après avoir été qualifié par ses adversaires de l'UMP de « délinquant multirécidiviste ». La réalité des infractions qui lui sont reprochées est remise en cause, son casier judiciaire étant vierge : au moins l'une d'entre elles a été commise par un homonyme, une est prescrite, une autre n'a pas fait l'objet de décision judiciaire définitive et il en est ensuite disculpé en appel.
Ali Soumaré a porté plainte contre X avec constitution de partie civile pour diffamation le 4 mars 2010 et a assigné au civil ses principaux détracteurs. Francis Delattre et Sébastien Meurant seront condamnés « du délit de diffamation publique ». L'accès de ses détracteurs à des informations judiciaires confidentielles a elle-même créé polémique et donné lieu à une enquête.
Au terme de ces élections, sa liste remporte une confortable victoire sur ses opposants en réunissant plus de 57 % des suffrages et il devient conseiller régional. Ali Soumaré est plus tard relaxé des affaires reprochées et ses accusateurs condamnés pour diffamation.
En 2011, il est membre de l'équipe de campagne de Manuel Valls dans le cadre des primaires du Parti socialiste visant à désigner le candidat de ce dernier à l'élection présidentielle de 2012. En janvier 2013, il devient le directeur de cabinet de la mairie de Vernouillet, dans les Yvelines. En 2016, il brigue l'investiture du PS pour les législatives 2017 sur la 9e circonscription des Français de l'étranger.
Depuis octobre 2017, il est à nouveau conseiller régional d'Île-de-France, à la faveur de la démission de Rachid Temal, élu sénateur.
Il n'est pas réélu en 2021.

## Biographie

### Parcours familial, professionnel et politique
Ali Soumaré est l'aîné des six enfants d'un couple malien originaire de la Région de Kayes qui émigre en France à la fin des années 1960. Sa mère est femme de ménage et son père, blanchisseur avant d'être employé au ravitaillement des avions à l'aéroport de Paris-Charles-de-Gaulle, est engagé dans le syndicalisme. La famille, qui conserve des liens avec sa culture soninké, s'installe à la fin des années 1980 à Villiers-le-Bel.
Il obtient divers brevets d’aptitude aux fonctions d’animateur (Bafa, BAFD et BAPAAT)[réf. nécessaire].
ll choisit la sensibilité politique proche de  Dominique Strauss-Kahn, ancien maire de Sarcelles, ce qui le conduit à s'impliquer dans le Mouvement des jeunes socialistes en 2000. Il entre véritablement en politique en 2002, à la suite des résultats du premier tour de l'élection présidentielle et l'arrivée de Jean-Marie Le Pen au deuxième tour. Il devient à 24 ans le secrétaire de la section socialiste de Villiers-le-Bel en 2004. Il est également animateur au service enfant de la maison de quartier à Sarcelles et coordinateur d'un centre social à Garges-lès-Gonesse.
Selon L'Obs, il fait partie de ceux « qui ont tenté d'apaiser » les émeutes de 2005 qui se sont étendues dans la ville. À cette époque, il est accusé par des policiers d'avoir « jeté des cailloux », alors qu'il était en réalité en réunion avec le maire et le préfet.
Lors des émeutes de 2007 à Villiers-le-Bel, il intervient comme porte-parole des familles de deux adolescents qui sont décédés à la suite d'une collision de leur moto-cross avec une voiture de police. Il organise trois marches pacifiques et assure la charge de médiateur et de porte-parole des familles et des quartiers auprès de la presse internationale et des pouvoirs publics. Sur ces événements, il explique : « J'avais le choix entre basculer à l'extrême, en me réfugiant derrière mon identité de black, ou essayer de travailler avec tout ça ».
En 2009, il devient Directeur de la vie Associative à Sarcelles, puis chef de cabinet auprès du Maire François Pupponi.
Tête de liste socialiste pour le Val-d'Oise aux élections régionales de 2010, il devient conseiller régional à 29 ans, au terme d'une campagne houleuse et polémique.
Ali Soumaré est directeur conseil au sein de Solicom, agence « citoyenne et solidaire » de communication. Il conseille les acteurs publics comme privés sur tous les sujets touchant à leur communication. Il contribue également à favoriser les relations entre les pouvoirs publics français et africains.

### Élections régionales de 2010
Après avoir occupé au Parti socialiste des fonctions de secrétaire fédéral chargé de la vie associative, puis des responsabilités lors de la campagne des élections européennes de 2009, il est désigné au début décembre 2009 tête de liste PS dans le Val-d'Oise pour les régionales 2010. Lors de son ascension au sein du PS du Val d'Oise, Ali Soumaré a été victime au sein même de son parti de rumeurs d'antisémitisme, qui se sont révélées fausses et l'ont conduit à menacer de porter plainte pour diffamation, et d'interrogations sur la détention d'un casier judiciaire défavorable, ce qui a également été démenti,. Ali Soumaré s'est interrogé sur le lien entre ces accusations et la couleur de sa peau.

#### Propos polémiques à son encontre
Le 28 janvier 2010 le maire UMP de Franconville Francis Delattre déclare à son propos au cours d'un meeting auquel sont présents Valérie Pécresse, tête de liste des élections régionales, Rama Yade et Xavier Bertrand : « au début, j’ai cru que c’était un joueur de l’équipe réserve du PSG. Mais en réalité, il est premier secrétaire de la section de Villiers-le-Bel. Ça change tout ! ».
Le Parti socialiste dénonce des propos « racistes » et demande des excuses. Francis Delattre conteste le caractère raciste de ses propos. À la suite de ceux-ci, il est condamné par Franck Riester, directeur national de campagne UMP. L'impact médiatique est important avec des sujets télévisés sur les principales chaînes.
De nouveau attaqué peu après par Delattre au sujet d'un intitulé de poste, Ali Soumaré s'étonne de la forte présence de ce dernier dans la campagne alors qu'il n'est même pas dans la liste UMP dont les têtes de liste sont absentes du débat. Il revient aussi dans une tribune, sur les propos de Francis Delattre mais se refuse à les qualifier de racistes ou non. Il y interpelle Valérie Pécresse, Rama Yade et Axel Poniatowski, les responsables UMP de la campagne, pour leur demander de s'en démarquer en choisissant « leur Delattre » en référence au maréchal Jean de Lattre de Tassigny.

#### Accusations diffamatoires de l'UMP
Le 19 février 2010, Francis Delattre et Sébastien Meurant, maire UMP de Saint-Leu-la-Forêt, accusent dans un communiqué Ali Soumaré d'être un « délinquant multirécidiviste chevronné ». Ces accusations sont accompagnées de détails sur des procédures judiciaires et des condamnations pénales. La tête de liste UMP du Val-d'Oise Axel Poniatowski accuse quelques heures plus tard Ali Soumaré d'être un « délinquant lourdement condamné, ». L'information est reprise par le porte-parole de l'UMP Frédéric Lefebvre qui trouve « normal d'exploiter une telle affaire »  fondée sur « des  documents très précis » et le président du groupe UMP à l'assemblée  Jean-François Copé qui demande au PS de « s'expliquer » sur l'investiture d'un « multirécidiviste ».
Le procureur de la République de Pontoise a dédouané Ali Soumaré d'une des accusations portées contre lui et opposé la présomption d'innocence à deux autres. L'avocat d'Ali Soumaré, maître Jean-Pierre Mignard invoque la réhabilitation concernant l'une des deux autres accusations et conteste l'implication de son client dans une dernière affaire qui concernerait également une homonyme.
Détail des cinq accusations portées contre Ali Soumaré :
- Ali Soumaré a été condamné en 1999 à six mois d'emprisonnement pour vol aggravé (d'un baladeur selon un responsable socialiste [14] ). L'avocat d'Ali Soumaré a affirmé que « comme le prévoit la loi, cinq ans après l'exécution d'une peine, M. Soumaré a été réhabilité. Il est donc interdit d'en faire état[28] ».

- Ali Soumaré a été condamné en première instance pour des faits de « rébellion à agent de la force publique » à Villiers-le-Bel, qui lui ont valu d'être condamné à deux mois d'emprisonnement en octobre 2009. Le procureur de la République de Pontoise a rappelé que, ayant fait appel, Ali Soumaré « est donc présumé  innocent. C'est un principe de notre droit[28] ». Selon maître Mignard, cette condamnation n'a « pas été signifiée à Ali Soumaré par les services du tribunal de Pontoise ». Le 28 février 2011, il est relaxé par la cour d'appel de Versailles de ce chef d'accusation[29].

- Une infraction pour conduite sans permis, pour laquelle le Parquet a indiqué qu'elle n'était pas établie car « aucune ordonnance n'a été signifiée à M.Soumaré[28]. ».

- Une procédure jugée  par le tribunal pour enfants a été évoquée, visant en réalité un homonyme mineur[30], alors qu'Ali Soumaré était de plus majeur au moment des faits, pour lesquels il n'a nullement été impliqué[28]. Marie-Thérèse de Givry a confirmé que la personne condamnée était un homonyme[28].

- Une qualification contestée par Ali Soumaré de « violences ayant entraîné une ITT de moins de huit jours » commises contre deux femmes, pour lesquelles une procédure de médiation a eu lieu, selon un communiqué de Francis Delattre et de ses avocats[31]. Selon ce communiqué, « Ali Soumaré a dû admettre sa responsabilité et compenser les préjudices qu'il avait causés[31] ». De son côté, maître Mignard a assuré qu'Ali Soumaré est également victime d'une homonymie dans cette affaire[32].

Maître Mignard dit vouloir saisir le tribunal de grande instance de Pontoise « de plaintes en diffamation, d'une procédure en atteinte à la présomption d'innocence, d'une plainte pour violation du secret professionnel et de révélations publiques de condamnations pénales réhabilitées ».
L'hebdomadaire Le Canard enchaîné a publié le 10 mars 2010 l'extrait du bulletin numéro 2 de son casier judiciaire. Celui-ci comporte la seule mention « Néant, » ce qui pour le journal soulève la question de l'origine des informations des élus de l'UMP, l'accès au casier judiciaire en dehors du cadre prévu par la loi étant un délit.

#### Réactions
Le 24 février, Francis Delattre a présenté des excuses pour l'accusation de vol aggravé de 2007, qu'il reconnait être erronée, mais réitère les autres. Axel Poniatowski, tête de liste UMP pour le Val d'Oise déclare : « Je regrette clairement qu'on ait pu porter des accusations erronées contre M. Soumaré » « je regrette simplement d'avoir rebondi sur l'un des cinq faits reprochés à Ali Soumaré qui s'est révélé inexact. Concernant les autres affaires, je trouve qu'il aurait été plus sain qu'Ali Soumaré se présente à ces élections de façon transparente,.
Le Parti socialiste demande des excuses et des sanctions à L'UMP et sa première secrétaire Martine Aubry dénonce « des attaques calomnieuses ».
La secrétaire d'État à la Ville, Fadela Amara, condamne ces accusations qu'elle qualifie de « campagne puante » et Valérie Pécresse  condamne l'initiative de Monsieur Delattre en regrettant « cette démarche qui  ne correspond ni à sa conception de la politique ni à ses valeurs ». Le député Éric Raoult évoque « une redoutable erreur » et Chantal Jouanno a rapidement pris ses distances avec les accusations portées contre Ali Soumaré. Le même jour le journal Le Monde dans son éditorial condamne « des accusations indignes et calomnieuses » qui « témoignent, enfin, chez ces responsables de l'UMP, d'amalgames et de préjugés inacceptables : noir de peau, de père malien, habitant un quartier difficile de Villiers-le-Bel, Ali Soumaré ne pouvait être, à leurs yeux, qu'un délinquant ». Le premier ministre François Fillon « regrette qu'on parle beaucoup trop de l'affaire Soumaré » et « pas assez du fond » et le président Nicolas Sarkozy convoque Valérie Pécresse et les autres tête de liste UMP pour « recadrer » la campagne,. En revanche, Xavier Bertrand et Christian Estrosi refusent de condamner les accusateurs. Certains candidats UMP du Val d'Oise reprochent le retard de leur parti à condamner l'initiative.
La polémique s'est aussi centrée sur les investigations concernant l'accès délictueux au casier judiciaire d'Ali Soumaré. Le socialiste Dominique Lefebvre évoque la possibilité d'une utilisation illégale du STIC de la police par l'UMP, ce qui selon lui « frise le scandale d'État ». Alex Türk, président de la Commission nationale de l'informatique et des libertés (CNIL), a demandé l'ouverture d'une enquête interne à ce sujet, au directeur général de la police nationale, Frédéric Péchenard. Celui-ci avait affirmé auparavant au journal Le Monde que certaines informations venaient du casier judiciaire et non du STIC. Le Canard enchaîné le met en cause et évoque un « lien de connivence » entre lui et Nicolas Sarkozy. Selon le quotidien Le Monde du 4 mars, de trente à quarante consultations du dossier d'Ali Soumaré, selon les sources, avaient été effectuées par des policiers avant le 19 février dans le STIC. Jean-Pierre Mignard a annoncé le dépôt d'une plainte pour diffamation et violation du secret professionnel. L'enquête de la CNIL a établi que les fuites provenaient d'une consultation de données du ministère de la justice à partir du TGI de Pontoise, sans pouvoir identifier l'auteur de cette consultation.
Une autre polémique est apparue à propos de l'accord qu'aurait donné Valérie Pécresse à la diffusion du communiqué, voire, selon RTL, au fait que cette campagne contre Ali Soumaré aurait été programmée dès le mois de décembre. Axel Poniatowski précise ensuite avoir informé Valérie Pécresse, sans avoir cherché à obtenir son accord.
Selon le journal Le Monde « les accusations portées n'étaient pas seulement indignes, mais calomnieuses. Elles violent la présomption d'innocence et relèvent, pour l'une d'entre elles au moins, de la diffamation. Elles reposent sur un accès – délictueux – au casier judiciaire du candidat socialiste ».
Conséquence directe de l'affaire, le 24 février le porte-parole de l'UMP Frédéric Lefebvre avait proposé de rendre non-éligible un candidat condamné pour violences. Il avait également affirmé que des « documents très précis » prouvaient qu'Ali Soumaré s'est rendu coupable de plusieurs infractions, puis avait réitéré le 28 février la proposition qu'à l'avenir tout candidat « rende public son casier judiciaire ». De son côté, le député PS Vincent Peillon accuse Patrick Devedjian et Alain Madelin d'avoir été condamnés en 1965 pour plusieurs délits, souhaitant à Ali Soumaré une carrière aussi belle que ces deux hommes politiques, qui annoncent porter plainte en diffamation.
Le 2 mars, à la suite de l'affaire, le groupe UMP du Conseil général du Val-d'Oise demande que Francis Delattre soit relevé de ses fonctions au sein du parti.

#### Succès électoral
Lors du premier tour, la liste conduite par Ali Soumaré dans le Val d'Oise arrive en tête avec 27,15 % des suffrages. À Villiers-le-Bel la liste conduite par Ali Soumaré a recueilli 47,7 % des suffrages, le score le plus élevé des villes du département.
Au second tour, il remporte les élections dans le Val-d'Oise avec 57,48 % des suffrages contre son rival Axel Poniatowski (42,52 %), l'emportant notamment dans plusieurs municipalités de droite dont Franconville, le fief de Francis Delattre, avec 55,19 % et Saint-Leu-la-Forêt, municipalité dirigée par Sébastien Meurant, avec 55,04 %. Il remporte l'élection à Villiers-le-Bel avec un score de 71,8 % contre 28,2 % pour la liste UMP.

#### Soumaré innocenté de l'accusation de rébellion
Le 28 février 2011 la cour d’appel de Versailles relaxe Ali Soumaré de l'accusation de rébellion lors d’un contrôle policier, dernière affaire qui restait en cours.

#### Accusateurs condamnés
Les élus UMP Francis Delattre et Sébastien Meurant sont condamnés en janvier 2012 pour diffamation publique à une amende avec sursis de 1 000 euros, doivent publier le jugement dans trois journaux et verser un euro de dommages et intérêts à Ali Soumaré. La cour déclare que « des citoyens particulièrement éclairés sur le fonctionnement des institutions républicaines [devaient] avant de diffuser une information mettant aussi gravement en cause leur adversaire politique, vérifier le bien-fondé et la pertinence des informations qu'ils diffusaient à son sujet »,.

### Après les élections de 2010
Une enquête de la CNIL révèle en juin 2010 que les informations sur les « antécédents judiciaires réels ou supposés » proviennent des fichiers de la Nouvelle Chaîne Pénale (NCP) du Tribunal de grande instance de Pontoise mais sans pouvoir trouver l'auteur de la consultation, le système informatique ne permettant pas la traçabilité. Soulignant que « la traçabilité des fichiers contenant des données sensibles est une mesure de sécurité qui garantit de pouvoir connaître tout usage d'un fichier, y compris lorsque la consultation vise à faire un usage détourné des informations enregistrées », la CNIL demande à la ministre de la Justice de remédier à cette situation.
Le même mois, Ali Soumaré est cité à comparaître comme témoin par les jeunes accusés d'avoir tiré sur la police à Villiers-le-Bel. Il témoigne en faveur d'Adama Kamara, personne dont il déclare être très proche, et qui l'avait aidé lors des négociations pendant les émeutes de 2007 à Villiers-le-Bel avec le ministre de l'intérieur, déclarant qu'il « a mis tellement d'énergie pour que cela se passe bien la journée, il ne peut pas s'être transformé en tueur de flics le soir » alors que l'avocat des policiers déclare qu'il est considéré comme un caïd à la maison d'arrêt de Fleury-Mérogis. Adama Kamara est condamné à douze ans de prison pour avoir tiré sur les forces de l'ordre mais fait appel ; la peine de douze ans est confirmée en appel.
En juillet 2010, Ali Soumaré est licencié de sa fonction de directeur de cabinet de François Pupponi maire de Sarcelles pour abandon de poste. En réponse, il invoque un « problème de jalousie ».
En mai 2011 Soumaré annonce briguer le poste de député de ce proche de Dominique Strauss-Kahn mais renonce finalement à se présenter.
En septembre 2011, Ali Soumaré est nommé avec Zohra Bitan porte-parole de Manuel Valls pour les primaires socialiste et intègre l'équipe de campagne de François Hollande lors de son élection présidentielle.
En janvier 2013, il devient le directeur de cabinet de la mairie de Vernouillet, dans les Yvelines.
Candidat à l'investiture du Parti socialiste pour la tête de liste de Villiers-le-Bel aux élections municipales : En octobre 2013, une primaire est organisée pour désigner le prochain candidat à la mairie : s’y affrontent le sortant et Ali Soumaré, conseiller régional et secrétaire de la section PS locale. Battu de trois voix, ce dernier dénonce une manipulation des listes électorales par l’équipe municipale. Laquelle relève, de son côté, un gonflement suspect des adhésions au PS dans la période précédant le vote. En décembre, la direction nationale du PS tranche en faveur de Marsac, tout en appelant au «rassemblement» des deux camps. Marsac choisit pourtant d’écarter de sa liste Ali Soumaré et la plupart de ses partisans – «Il n’a pas joué le jeu», dénonce un cadre du PS. Marsac avait toutefois accepté de prendre quelques proches d'Ali Soumaré sur ses listes, mais Ali Soumaré estime que Marsac "fixe lui-même ses critères" . Un des proches d'Ali Soumaré, Mamadou Konaté, adjoint socialiste, décide alors de mener une liste dissidente en se présentant contre le maire sortant. La liste de Konaté arrive dernière au deuxième tour tandis que le maire sortant est largement réélu.
En juillet 2015, après l'adoption par le conseil fédéral de la liste départementale du Val-d'Oise pour l'élection régionale sur laquelle il figure cette fois en troisième position, il intègre l'équipe de direction de campagne en tant que responsable de la campagne sur l'Internet de Claude Bartolone. Après la fusion PS-Front de gauche-EELV, il passe en septième position. Il n'est par réélu au conseil régional d'Île-de-France.
En 2016, il est initialement candidat à l'investiture PS pour la 9e circonscription des Français établis hors de France en vue des élections législatives de 2017 avant de retirer sa candidature[réf. nécessaire]. C'est finalement Didier Le Bret qui est désigné.
En octobre 2017, il réintègre le conseil régional d'Île-de-France, après la démission de Rachid Temal, élu sénateur. Il devient membre de la commission permanente de la région Île-de-France, ainsi que de la commission au Logement et Rénovation Urbaine et de la commission Coopérative internationale, notamment pour développer les liens entre la collectivité francilienne et l’Afrique, son autre domaine de prédilection.
Candidat en 2021 en étant en septième position sur la section Val d Oise de la liste union de la gauche menée par le parti socialiste, il est rétrograde en treizième position pour le second tour. Il n est pas réélu, la liste de gauche obtenant 4 sièges dans le Val d Oise[réf. nécessaire].